# 林孟皇
林孟皇，台灣法官，省立花蓮師範專科學校畢業、國立臺灣大學法學碩士，專長於金融犯罪與刑事法，曾任小學教師，現任職台灣高等法院、報導者專欄作家，其出版曾獲金鼎獎，為首位獲得此獎項的法官。

## 生平
臺灣省立花蓮師範專科學校（今國立東華大學花師教育學院）畢業後，曾任國小教師。教學八年期間，夜間進修，插班台灣大學法律系。台大法律研究所碩士畢業後，考取司法官，司法人員訓練所第40期結業，分發至台北地方法院，擔任法官。
2006年，為台開案一審主審法官，將趙建銘等七名被告，以違反證交法統統判處有罪，是第一位判決總統家屬有罪的法官。在判決書中，引用《莊子》一書內容，痛斥趙建銘父子為權貴犯罪，故加重其刑責。
2009年5月26日，民進黨籍台北市議會議員莊瑞雄、黃向群、劉耀仁以油漆將景福門上的國民黨黨徽塗掉，臺北市政府文化局局長李永萍以毀壞古蹟的罪名，移送三人。2010年，林孟皇法官認為，國民黨黨徽為政治圖案，非古蹟，判決三人無罪。
2010年，北市警方以妨礙交通為由，對在101大樓前的法輪功宣傳民眾開罰300元。林孟皇以人民有言論自由，判決撤消罰單，在判決書中，指責中國對言論自由的管制，並希望台灣政府施政要保障人權。
他常在報章上投書，批判台灣司法。2011年7月，出版《羈押魚肉》，介紹法律與日常生活，獲金鼎獎，為首位獲得此獎項的法官。
2012年，推動「改革最高法院、拆除恐龍法官溫床」連署，主張最高法院法官應由基層法官投票選出。與吳秋宏、楊坤樵代表「法官票選最高法院院長行動聯盟」舉行記者會。
2013年，擔任林益世索賄案的陪席法官。關於此案，庭長兼審判長吳秋宏、受命法官紀凱峰與陪席法官林孟皇意見並不完全一致，有些見解相近、有些不同，甚至有三種不同意見。尤其紀凱峰與林孟皇的看法多處不同。最後，三人經長時間激烈討論，才以最大公約數取得共識。林孟皇後來表示：法律見解不可能每人都一致，只要評議出結論就是整體認定，希望外界不要再對此做文章。林益世索賄案判決出爐，各界批判嘲諷，林孟皇也上法官論壇具名回應：「本人雖不是判決撰寫者，既是合議庭一員，就應一起承擔。」但隨即被抨擊成「暗指判決不關他的事」。林回應：「法官本來就要依法律、良知審判，我一向依法判決，沒有任何立場。」
5月7日，林益世索賄案一審法官吳秋宏、紀凱峰、林孟皇，自請將此案判決移送法官評鑑委會評鑑。6月6日，司法院法官評鑑委員會以程序不合為由，駁回申請。法官評鑑委員會指出，法官評鑑原則上不能以法官個人名義提出，應由所屬法院向評鑑委員會提出。林孟皇再度向台北地院提出評鑑申請。

## 軼事
林法官除了法律之外，嗜好是讀歷史，尤其喜歡《萬曆十五年》作者黃仁宇的「大歷史」觀念，亦即不拘泥於個別事件的枝節，由宏觀的角度，勾勒出歷史的面貌，再由小處著手，以小見大。
林法官曾出書，探討法學知識，書中以台灣霹靂火劇情解釋審檢分立制度、討論超級星光大道比賽該注意的記分公平原則，較為生動，獲得新聞局金鼎獎的圖書類非文學獎。

## 著作
- 《羈押魚肉》（博雅書屋，2010）
- 《金融犯罪與刑事審判（二版）》（元照出版，2011）
- 《找回法官失落的審判靈魂》（博雅書屋，2013）
- 《轉型正義與司法改革》（元照出版，2015）